# تعلم نموذج التأثير
تعلم نموذج التأثير هو مجال من مجالات تعلم الآلة يهتم بإنشاء وتعديل معرفة وكيل البرنامج حول التأثيرات والشروط المسبقة للأفعال التي يمكن تنفيذها داخل بيئته. عادةً ما تُمثّل هذه المعرفة بلغة وصف الإجراء أو العمل القائمةُ على المنطق واستخدامها مدخل للمخططين الآليين.
يعد تعلم نماذج التأثير أمرًا مهمًا عندما تتغير الأهداف. عندما يتصرف العميل لفترة من الوقت، يمكنه استخدام معرفته المتراكمة حول الأفعال في المجال لاتخاذ قرارات أفضل. وبذلك فإن نماذج عمل التعلم تختلف عن التعلم بالتقوية. فهو يتيح التفكير في الأفعال بدلاً من التجارب الباهظة الثمن في العالم. تعلم نموذج التأثير هو شكل من أشكال الاستدلال الاستقرائي، حيث تُنشأ فيه معرفة جديدة بناءً على ملاحظات العميل. وهو يختلف عن التعلم المراقَب القياسي حيث أنه لا أزواج مدخلات ومخرجات صحيحة تُقدّم قط، ولا يجري تصحيح نماذج التأثير غير الدقيقة تصحيحًا صريحًا.
الدافع المعتاد لتعلم نماذج التأثير هو حقيقة أن التحديد اليدوي لنماذج العمل للمخططين غالبًا ما يكون مهمة صعبة وتستغرق وقتًا طويلاً وعرضة للخطأ (خاصة في البيئات المعقدة).